# Lyftet
Lyftet är en roman av pseudonymen Kennet Ahl (Lasse Strömstedt och Christer Dahl), utgiven på Prisma bokförlag 1976.
Boken handlar om återfallsförbrytaren Kennet som åker in och ut på Hallanstalten. När han väl kommer ut i samhället igen erbjuds han en AMS-kurs, men han ser ner på vanligt folk som arbetar. Han träffar en kvinna som han försöker leva ett normalt liv tillsammans med, men han har svårt att få jobb. Han går och väntar på att det stora lyftet ska inträffa.
Lyftet filmatiserades 1978 med samma namn i regi av Christer Dahl och med Anders Lönnbro i rollen som Kennet. Romanen är en av titlarna i boken Tusen svenska klassiker (2009).

## Utgåvor
- Ahl, Kennet (1976). Lyftet. Stockholm: Prisma. Libris 7406589. ISBN 91-518-1042-5
- Ahl, Kennet (1976) (på obestämt språk). Lyftet Box 1 .. Enskede: TPB. Libris 11531487
- Ahl, Kennet (1976) (på obestämt språk). Lyftet Box 2 .. Enskede: TPB. Libris 11531488
- Ahl, Kennet (1977). Lyftet. Prismaserien, 99-0108495-4 ([Ny utg.]). Stockholm: Prisma. Libris 7406679. ISBN 91-518-1143-X
- Ahl, Kennet (2003). Lyftet. Enskede: TPB. Libris 12582734
- Ahl, Kennet (2006). Lyftet ([Ny utg.]). Stockholm: Kalla kulor. Libris 10210427. ISBN 91-85535-06-0

### Fotnoter
1. ↑  ”Lyftet”. Libris.kb.se. http://libris.kb.se/hitlist?q=Kennet+Ahl+Lyftet&r=&f=simp&t=v&s=rc&g=&m=25. Läst 3 februari 2013.
2. 1 2  Gradvall et al 2009, nr. 467